# Фор, Навароне
Навароне Чесни Кай Фор (нидерл. Navarone Chesney Kai Foor; род. 4 февраля 1992, Опхёсден, Гелдерланд) — нидерландский футболист, полузащитник клуба ВВВ-Венло.

## Клубная карьера
Фор родился в Опхёсдене. Выступал за местную молодёжную команду. В 2009 перешёл в академию НЕК. 6 августа 2011 года, заменив на 79 минуте матча против «Херенвена» Лассе Шёне, дебютировал за основную команду. Встреча завершилась ничьей — 2:2. 10 сентября вышел в стартовом составе на игру с «Де Графсхап». Отыграл 71 минуту, после чего был заменён на Абдисалама Ибрахима. Команда Фора одержала победу с минимальным счётом. 22 апреля 2012, во встрече против ПСВ, Навароне забил первый мяч за клуб. Этот гол не позволил его команде уйти от поражения и встреча завершилась поржаением со счётом 1:2. 10 мая 2012 года поразил ворота соперника («Витесс») во второй раз, благодаря чему была одержана победа — 3:2. Футболист выступал за НЕК в течение 5 лет. За это время он закрепился в составе и выиграл с клубом Эрстедивизи сезона 2014/15.
13 мая 2016 года Фор на правах свободного агента заключил с «Витессом» четырёхлетний контракт. 11 сентября 2014 года дебютировал за клуб в игре против «Аякса», на 64 минуте выйдя на поле вместо Натана. Встреча завершилась поражением со счётом 0:1. 23 октября забил первый гол за клуб: мяч в ворота бывшего клуба футболиста принёс клубу ничью со счётом 1:1.
В январе 2023 года перешёл в «Камбюр», подписав с клубом контракт до конца сезона 2022/23.
31 января 2025 года перешёл в ВВВ-Венло, подписав контракт до конца сезона с возможностью продления ещё на один год.

## Карьера в сборной
Выступал за сборные Нидерландов различных возрастов. 24 марта 2011 года, в игре против итальянских сверстников, дебютировал за юношескую сборную Нидерландов.

## Достижения
НЕК
- Победитель Эрстедивизи: 2014/15

«Витесс»
- Обладатель Кубка Нидерландов: 2016/17

## Клубная статистика
| Выступление      | Выступление      | Выступление      | Лига | Лига | Кубки | Кубки | Еврокубки | Еврокубки | Прочие | Прочие | Итого | Итого |
| Клуб             | Лига             | Сезон            | Игры | Голы | Игры  | Голы  | Игры      | Голы      | Игры   | Голы   | Игры  | Голы  |
| ---------------- | ---------------- | ---------------- | ---- | ---- | ----- | ----- | --------- | --------- | ------ | ------ | ----- | ----- |
| НЕК              | Эредивизи        | 2011/12          | 28   | 1    | 3     | 0     | —         | —         | 2      | 1      | 33    | 2     |
| НЕК              | Эредивизи        | 2012/13          | 29   | 0    | 1     | 0     | —         | —         | —      | —      | 30    | 0     |
| НЕК              | Эредивизи        | 2013/14          | 24   | 2    | 4     | 1     | —         | —         | 0      | 0      | 28    | 3     |
| НЕК              | Эрстедивизи      | 2014/15          | 37   | 7    | 2     | 0     | —         | —         | —      | —      | 39    | 7     |
| НЕК              | Эредивизи        | 2015/16          | 34   | 4    | 4     | 1     | —         | —         | —      | —      | 38    | 5     |
| НЕК              | Итого            | Итого            | 152  | 14   | 13    | 2     | —         | —         | 2      | 1      | 167   | 17    |
| Витесс           | Эредивизи        | 2016/17          | 29   | 6    | 5     | 0     | —         | —         | —      | —      | 34    | 6     |
| Витесс           | Эредивизи        | 2017/18          | 30   | 3    | 2     | 0     | 5         | 0         | 0      | 0      | 37    | 3     |
| Витесс           | Итого            | Итого            | 59   | 9    | 7     | 0     | 5         | 0         | 0      | 0      | 71    | 9     |
| Всего за карьеру | Всего за карьеру | Всего за карьеру | 211  | 23   | 20    | 2     | 5         | 0         | 2      | 1      | 238   | 26    |